# Ozarba hemisarca
Ozarba hemisarca är en fjärilsart som beskrevs av George Francis Hampson 1916. Ozarba hemisarca ingår i släktet Ozarba och familjen nattflyn. Inga underarter finns listade i Catalogue of Life.